# Catherine Poulain
Pour les articles homonymes, voir Poulain (homonymie).
Œuvres principales
- Le Grand Marin (2016)

Catherine Poulain, née en 1960 à Barr, est une écrivaine française.

## Biographie

### Enfance et formation
Catherine Poulain nait à Barr est 1960,. Elle est la fille d'un pasteur engagé, « contre la guerre et Franco », et d'une enseignante en géographie qui a quitté son métier pour élever ses cinq filles,. Elle grandit notamment dans un hameau des Alpes, même si elle déménagera à plusieurs reprises, dans les Hautes-Alpes, l’Ain, à Martigues et Manosque. 

### Début de carrière
Catherine Poulain part de France à l'âge de vingt ans, après avoir obtenu son bac. Elle baroude sur plusieurs continents et occupe divers emplois : dans une conserverie de poissons en Islande, sur les chantiers navals aux États-Unis, travailleuse agricole au Canada, ou encore barmaid à Hong-Kong.
C'est en 1987 qu'elle arrive au Québec. Elle s'installe ensuite en Alaska où elle exerce clandestinement pendant dix ans le métier de marin-pêcheur avant d'être expulsée en 2003 par les services d'immigration américains pour travail illégal,.
Elle retourne alors en France, où elle vit de divers travaux agricoles en Provence et dans les Alpes. Elle devient notamment bergère.

### Littérature
De son expérience en Alaska, elle écrit, quelques années après son retour en France, son premier roman, Le Grand Marin. Il devient un succès de librairie (70 000 exemplaires vendus dans les mois qui suivent la parution) et est récompensé en 2016 par de nombreux prix littéraires dont le prix Joseph-Kessel, le prix Ouest France prix du festival des étonnants voyageurs, après avoir été finaliste du prix Goncourt du premier roman battu par quatre voix contre cinq à De nos frères blessés de Joseph Andras. Au total, plus de 300 000 exemplaires du roman se sont vendus. Il est traduit dans douze pays, dont l’Angleterre, la Russie, l’Allemagne, l’Italie, Israël et la Chine. Le livre est adapté au cinéma en 2023 par l’actrice et réalisatrice russe Dinara Drukarova. En 2024, la metteuse en scène Lucie Rébéré crée une pièce adaptée du livre : Dernière frontière. 
Son second roman, Le Cœur blanc, est sélectionné pour le Prix Décembre 2018. Elle y raconte son dur labeur auprès des saisonniers dans les vallées provençales.
En 2023, elle publie L’Ombre d’un grand oiseau. Elle revient sur les traces de son enfance et de son amour pour les animaux. 

### Vie privée
Elle vit aujourd'hui dans le Médoc dans la maison de ses grands-parents.  

## Œuvre
- 2016 : Le Grand Marin, éditions de l'Olivier  (ISBN 978-2823608632) – prix Joseph-Kessel et onze autres prix littéraires maritimes ou d'écrivain-voyageurs[10],[15]
- 2018 : Le Cœur blanc, éditions de l'Olivier  (ISBN 978-2-8236-1359-9)
- 2023 : L'ombre d'un grand oiseau, Arthaud, 178 p.  (ISBN 978-2-0802-8368-9)
- 2024 : Sur la route des migrants, Revue Zadig Hors série 2024 Rêver l'Europe